# Programa Nacional de Salud Reproductiva y Planificación Familiar
El Programa Nacional de Población, activo en Perú de 1987 a 2002, fue una iniciativa gubernamental destinada a controlar el crecimiento demográfico del país. Este programa, conocido como Programa Nacional de Salud Reproductiva y Planificación Familiar (PNSRPF) de 1996 a 1998, utilizó la esterilización forzosa de forma sistemática para reducir las tasas de fertilidad entre las mujeres, centrándose especialmente en las comunidades empobrecidas e indígenas, durante el gobierno de Alberto Fujimori.
Los orígenes del control de la población en Perú se remontan a la década de 1970, durante el régimen militar del presidente Juan Velasco Alvarado, quien inicialmente rechazó las teorías populares de control de la población, alineándose con las enseñanzas de la Iglesia católica. Sin embargo, tras la Conferencia Mundial de Población de 1974, su sucesor Francisco Morales Bermúdez adoptó una política de promoción de los anticonceptivos y las familias planificadas, siendo obstaculizada en ese entonces por falta de fondos y apoyo político.
En la década de 1990, el gobierno de Fujimori se enfrentaba a un conflicto armado interno y a desafíos económicos. El Programa Nacional de Población, redefinido bajo el gobierno de Fujimori, intensificó los esfuerzos para controlar el crecimiento de la población mediante medidas agresivas, incluida la esterilización forzosa de aproximadamente 300.000 mujeres. Sin embargo, se enfrentó a una gran controversia debido a sus métodos coercitivos y a los abusos contra los derechos humanos asociados a las esterilizaciones forzosas. La iniciativa formaba parte de un esfuerzo más amplio del gobierno peruano por abordar los retos económicos reduciendo las tasas de natalidad en las zonas rurales y marginadas.

## Antecedentes

### Gobierno de Velasco
En 1968, los militares derrocaron al presidente Fernando Belaúnde Terry y permanecieron en el poder durante toda una década. Dentro de este régimen militar de una década, bajo el presidente designado Juan Velasco Alvarado, el gobierno peruano realizó importantes reformas de izquierdas y se propuso hacer justicia a los pobres y esbozó el primer programa de población definido de la historia de Perú. El presidente Velasco rechazó las teorías populares de control de la población de la época y adoptó un programa de población pronatalista y acorde con las enseñanzas de la Iglesia católica. Velasco también rechazó los esfuerzos de control de la población alegando que eran actividades imperialistas llevadas a cabo por Estados Unidos; Estados Unidos había estado promoviendo cada vez más el control de la población en América Latina en ese momento.

### Directrices de la Política Nacional de Población
Tras la caída del gobierno de Velasco, el Plan de Acción Mundial de la Conferencia Mundial sobre Población de 1974 organizada por las Naciones Unidas motivó al sucesor de Velasco, Francisco Morales Bermúdez, a emprender una política de control de la población con el objetivo de beneficiar al Perú, con los Lineamientos de la Política Nacional de Población de 1976 (D. S. 625-76-SA). Los nuevos lineamientos revirtieron la política del gobierno de Velasco; se promovieron los anticonceptivos y las familias planificadas, al tiempo que se adoptaron políticas maltusianistas, argumentando que el control de la población era necesario para el crecimiento económico. En 1979, el gobierno de Morales Bermúdez aprobó una nueva constitución nacional y se centró en recuperar la fortaleza económica del país.

### Ley de la Política Nacional de Población
Bajo esta nueva constitución, el crecimiento de la población y el derecho de las familias a la fertilidad fueron temas de preocupación política. Como resultado de este nuevo enfoque, el Ministerio de Salud (Sanidad) empezó a ofrecer servicios públicos de planificación familiar en 1983. El 6 de julio de 1985 se aprobó la Ley de Política Nacional de Población (D. L. n.º 346). La ley de política demográfica, que sigue vigente, pretende promover «una equilibrada y armónica relación entre el crecimiento, estructura y distribución territorial de la población, y el desarrollo económico y social». La ley también atendía específicamente a la mejora y protección de los derechos humanos de los ciudadanos peruanos con su promesa de garantizar el consentimiento voluntario e informado en cuestiones relativas a la anticoncepción y los servicios sanitarios. Sin embargo, el gobierno peruano seguía inmerso en un conflicto armado interno. Debido a la falta de apoyo político, no había fondos suficientes para los programas necesarios para llevar a cabo la Ley de Política Nacional de Población. En consecuencia, la aplicación de la ley se vio obstaculizada hasta la presidencia de Alberto Fujimori.

### Demografía
En 1992, Perú ocupaba el 5.º lugar en cuanto a población en la región latinoamericana, con una cifra estimada de 22.767.543 habitantes. El país se divide en tres regiones geográficas: la costa, la sierra y la selva. En 1990, la demografía de estas zonas era la siguiente: 53 % de la población nacional en la región costera, 36 % en la sierra y 11 % en la selva.
La cuestión del crecimiento demográfico en Perú está directamente relacionada con la desigualdad social, política y económica del país. La media de partos de las mujeres peruanas es superior a la media general de América Latina y también a la media de las mujeres de Estados Unidos. En cuanto a la comparación de las tasas de natalidad dentro del país, 1,7 es el promedio de hijos por mujer con educación universitaria o superior, mientras que el promedio es de 6,2 hijos por mujer para las que tienen poca o ninguna educación. Las mujeres que viven en zonas rurales, en su mayoría de ascendencia indígena, tienen la tasa media de natalidad más alta, con 7,1 hijos por mujer.
En el área andina, la tasa de mortalidad materna es «muy alta para la región», con 185 muertes por cada 100.000 nacidos vivos. Además, se producen 66 abortos por cada 100 nacidos vivos, a pesar de que el aborto es ilegal en Perú y, por tanto, es muy probable que se realice con alto riesgo.

## Proyectos

### Programa Nacional de Población (1987-1990)
Dos años después de la promulgación de la Ley de Política Nacional de Población, en julio de 1985, se estableció el Programa Nacional de Población, en 1987, a través de una Comisión Presidencial de Población del entonces presidente Alan García. Debido a las diversas crisis ocurridas en la época, sólo algunos de los programas pudieron implementarse. El gobierno de García acordó con la Iglesia católica la prohibición de abortos y esterilizaciones en Perú. La estrategia principal del Programa Nacional de Población inicial bajo el gobierno de García se centró en la dispersión de anticonceptivos y programas menores de planificación familiar.

#### Plan Verde
Las fuerzas armadas peruanas se sintieron frustradas por la incapacidad del gobierno de García para gestionar las crisis de la nación y empezaron a elaborar un plan para derrocarle. Las élites empresariales peruanas mantenían relaciones con los planificadores militares, dejando la impresión de que en Perú debía adoptarse una economía neoliberal.
Entre 1988 y 1989 se planeó inicialmente un golpe de Estado para derrocar al presidente García. En octubre de 1989, un grupo de las fuerzas armadas ultimó los planes para derrocar al gobierno de García con un tomo del Plan Verde titulado «Impulsar al Perú al siglo XXI». Los objetivos eran establecer Perú como un país desarrollado hasta principios del siglo XXI mediante el establecimiento de una economía neoliberal con políticas similares a las de Chile o las propuestas por Mario Vargas Llosa. Este tomo también detalla planes para esterilizar a ciudadanos empobrecidos. El analista peruano Fernando Rospigliosi describió esas ideas como «francamente parecidas a las nazis». Los militares informaron de que «es conveniente la utilización generalizada de procesos de esterilización de los grupos culturalmente atrasados y económicamente pauperizados», describiendo a estos grupos como «cargas innecesarias» y que «dado el carácter de incorregible y la carencia de recursos [...] sólo queda el exterminio total». El exterminio de peruanos vulnerables fue descrito por los planificadores como «interés económico, es una constante imprescindible en la estrategia de poder y desarrollo del [E]stado».
El Plan Verde se reformuló posteriormente para incluir a Alberto Fujimori como jefe de un gobierno cívico-militar. La revista peruana Oiga informó de que Fujimori debía recibir instrucciones para aceptar el plan de los militares al menos veinticuatro horas antes de su toma de posesión. Fujimori adoptaría muchas de las políticas esbozadas en el Plan Verde.

### Programa Nacional de Población (1991-1995)
Desde su campaña electoral de 1990, Fujimori y la Iglesia católica se desaprobaron mutuamente, desoyendo por completo las opiniones de la Iglesia sobre la esterilización como mutilación del cuerpo. En 1991, el Consejo Nacional de Población elaboró un nuevo Programa Nacional de Población. Con el beneplácito de Fujimori, los planes para un golpe de Estado como el diseñado en el Plan Verde fueron preparados durante un periodo de dos años y finalmente ejecutados durante su autogolpe de 1992, que finalmente estableció un régimen civil-militar e inició la institución de los objetivos presentados en el Plan Verde. Sin embargo, el autogolpe provocó que la Agencia de los Estados Unidos para el Desarrollo Internacional (USAID) dejara de financiar programas de población en Perú. En 1993, un Informe Nacional sobre Población y Desarrollo del gobierno de Fujimori argumentó que el programa anterior era insuficiente y promovió grandes expansiones para el programa.
Aunque Fujimori era partidario de la planificación familiar en público, el nuevo Programa Nacional de Población y sus objetivos y estrategias específicos parecían contrarrestar el propósito inicial de la ley de preservar los derechos humanos individuales.

#### Objetivos
Con la nueva versión redactada del Programa Nacional de Población bajo Fujimori, los objetivos se especificaron en el contexto de la demografía. El director del programa del Ministerio de Salud (Sanidad) peruano afirmó que las mujeres indígenas empobrecidas son «pobres y están produciendo más pobres. El presidente es consciente de que el gobierno no puede luchar contra la pobreza sin reducir la fertilidad de las personas pobres. Así, los objetivos demográficos son una combinación del derecho de la población para acceder a la planificación familiar y la estrategia del gobierno de lucha contra la pobreza». El programa estaba dirigido a las mujeres pobres que tenían «poca o ninguna educación formal». Así, el programa pretendía
- reducir la tasa de crecimiento demográfico del 2,1% al 2%;
- reducir la tasa global de fecundidad del 3,5% al 3,3%;
- reducir las tasas de mortalidad materna e infantil; y
- fomentar «oportunidades socioeconómicas equitativas» entre hombres y mujeres.[3]

#### Estrategias
El Programa Nacional de Población hizo un llamamiento a los sectores público y privado para que colaboraran en su aplicación estratégica. Además, se establecieron siete estrategias como directrices para alcanzar los objetivos demográficos previstos:
- salud reproductiva y planificación familiar;
- comunicación y difusión de información;
- descentralización de la política de población;
- educación;
- producción de investigaciones y estadísticas;
- promoción de las mujeres y los jóvenes; y la
- protección del medio ambiente.

### Programa Nacional de Salud Reproductiva y Planificación Familiar (1995-1998)
Tras la reelección del presidente Fujimori en 1995 y la aprobación de su discurso en la Conferencia Mundial de Población de Pekín entre los observadores internacionales y las feministas peruanas, las medidas de control de la población y las esterilizaciones aumentaron drásticamente. La nueva retórica de Fujimori supuso una apertura de la financiación internacional para programas de población, concretamente de USAID, tras la desaprobación inicial de su gobierno en la escena mundial después de su autogolpe. El nuevo plan, el Programa Nacional de Salud Reproductiva y Planificación Familiar (PNSRPF), seguía en gran medida el Programa Nacional de Población existente, aunque utilizaba una redacción moderna y más progresista para conseguir apoyo. El nuevo enfoque del gobierno de Fujimori consideraba la esterilización como un método de reducción estadística de la pobreza en lugar de un derecho reproductivo.

#### Planificación
El gobierno de Fujimori, especialmente las oficinas de la presidencia y del presidente del Consejo de Ministros, determinaron que las esterilizaciones eran una herramienta primordial para el desarrollo económico, revelando sus intenciones con respecto al control de la población. En un informe previo de 1993, un Informe Nacional sobre Población y Desarrollo del gobierno de Fujimori argumentó que el programa anterior era insuficiente y promovió grandes expansiones para el programa. Ese mismo año, el informe del primer ministro titulado «Lineamientos Básicos de Política Social» incidió en gran medida en la política demográfica, argumentando que las proyecciones de población dejarían al Perú incapacitado para proveer servicios sociales básicos. El documento «Política Social: Situación y perspectivas» también presentaba que el control permanente de la natalidad dirigido a los pobres era una de las trece principales políticas de recuperación económica del gobierno de Fujimori.
El gobierno también preparó propaganda fuera de las clínicas de salud que mostraba imágenes contrastadas de una familia indígena con varios hijos que vivía empobrecida en condiciones insalubres junto a otra imagen de una familia de apariencia europea con dos hijos que sostenían libros de texto fuera de una casa moderna con un césped bien cuidado. La propaganda gubernamental también mostraba imágenes del efecto deseado de la planificación familiar mostrando familias con sólo hijos varones, a sabiendas de que las mujeres indígenas son portadoras de las tradiciones de su cultura.

#### Implementación
El presidente Fujimori presionó al personal del PNSRPF para que cumpliera las cuotas de esterilización y los trabajadores se enfrentaron a condiciones precarias, por lo que a menudo se produjeron abusos de los derechos humanos. El gobierno de Fujimori utilizó las tasas de esterilización como indicador de la reducción de la pobreza, y el director del programa nombrado por Fujimori, Eduardo Yong Motta, se ponía en contacto con las clínicas semanalmente exigiendo el aumento de las cuotas según el personal. Las conocidas técnicas de microgestión de Fujimori también dieron lugar a que el presidente incluso visitara directamente a los líderes regionales del programa para exigir un aumento de las esterilizaciones.
El personal del PNSRPF estaba contratado en función de cuotas de esterilización y a menudo recibía primas durante las campañas de esterilización. La mayor parte del personal contratado tampoco estaba debidamente formado y gran parte del equipo utilizado era anticuado y de baja calidad. Los servicios de asesoramiento prestados a las pacientes también estaban respaldados por personal poco formado y muchas mujeres no recibían «información de calidad antes de los procedimientos». Cuando se practicaban esterilizaciones, se hacían de forma apresurada. «Se enviaban equipos un día cada vez para realizar los procedimientos» y, por tanto, se intentaba abarcar grandes masas de mujeres en zonas rurales en un tiempo mínimo. Como consecuencia, a las pacientes se les negaba un tratamiento suficiente y adecuado y rara vez recibían atención de seguimiento.
Un antiguo médico del Ministerio de Salud (Sanidad) confirma estas prácticas:

Teníamos que realizar un determinado número de esterilizaciones al mes.  Esto era obligatorio y, si no cumplíamos, nos despedían.  Muchos proveedores no informaban a las mujeres de que iban a ser esterilizadas, les decían que el procedimiento era otro.  Pero a mí me parecía mal.  Yo prefería ofrecer a las mujeres una bolsa de arroz para convencerlas de que aceptaran el procedimiento y les explicaba de antemano lo que iba a ocurrir
(testimonio de un médico del Ministerio de Sanidad peruano).

El soborno, las amenazas y el engaño a los pacientes fueron métodos utilizados en la aplicación de dichos procedimientos por parte del personal médico. Gran parte de la población indígena peruana habla quechua y no sabe leer, escribir y, a veces, ni siquiera comunicarse en español. Muchas mujeres fueron engañadas por el personal y se les dijo que los procedimientos eran operaciones distintas de la esterilización. También hubo casos de hombres a los que se dijo que serían multados o encarcelados si no ordenaban a sus esposas que se sometieran a la operación.

#### Resultado
De acuerdo con la Defensoría del Pueblo, se realizaron 272 028 intervenciones de ligadura de trompas entre 1996 y 2001, de estas el Ministerio Público pudo determinar que 2091 mujeres sufrieron esterilizaciones contra su voluntad. En la Fiscalía, existen 2166 denunciantes por casos de esterilización no voluntaria, mientras que 3761 mujeres se inscribieron en el Registro de Víctimas de Esterilizaciones Forzadas (REVIESFO), del Ministerio de Justicia peruano. Este organismo identificó a 5097 que mujeres sufrieron esterilizaciones forzosas.

### Plan Nacional de Población (1998-2002)
El programa fue reformado bajo la dirección del Ministerio de Promoción de la Mujer y del Desarrollo Humano (PROMUDEH) siguiendo las recomendaciones de la Conferencia Internacional sobre Población y Desarrollo de 1994.
En 1998, el gobierno peruano y el Ministerio de Salud acordaron reformar los aspectos controvertidos del Programa Nacional de Población, estableciendo el Plan Nacional de Población. La eliminación de las metas numéricas fue sin duda el cambio más importante del programa, ya que estas y las cuotas demográficas dejaron de ser necesarias. Si bien no se eliminó la esterilización, las reformas para la aplicación del procedimiento incluyeron
- nuevas directrices de asesoramiento;
- nuevos formularios de consentimiento;
- dos sesiones de asesoramiento para las pacientes;
- periodo de espera de 72 horas entre la segunda sesión de asesoramiento y la esterilización;
- hospitalización de 24 horas tras la intervención;
- certificaciones para centros sanitarios y médicos.

El plan consistía en introducir más educación sexual e incluir a más varones en el proyecto para garantizar que un mínimo del 10 % empezara a utilizar medidas anticonceptivas. Por último, también se modificó la redacción del Programa Nacional de Población. En lugar de un objetivo de 2,5 nacimientos por mujer, como estaba redactado en la ley original de 1991, el programa reformado pretendía «alcanzar una tasa global de fecundidad compatible con las intenciones reproductivas individuales».

## Controversia

### Esterilizaciones forzadas
En 1997, el periódico La República informó sobre las violaciones de los derechos humanos del Programa Nacional de Población y desencadenó un debate nacional que llevó las acciones del gobierno al primer plano de los medios de comunicación peruanos. Debido a que los procedimientos del Programa Nacional de Población iban en contra de la ley constitucional peruana y violaban la legislación sobre derechos humanos, los donantes extranjeros amenazaron con suspender el apoyo a cualquier aspecto del programa relacionado con la esterilización. Muchas organizaciones públicas, como el Centro de la Mujer Peruana Flora Tristán y el Comité de América Latina y el Caribe para la Defensa de los Derechos de la Mujer (CLADEM), empezaron a expresar su preocupación por el programa y a intentar obtener pruebas contra el Ministerio de Sanidad peruano y el gobierno peruano por sus acciones encubiertas.

## Participación extranjera
Sin el pleno apoyo de la Iglesia católica, se necesitaron fondos externos para el éxito del programa. La presión internacional para cumplir las normas de población se hizo evidente cuando el Fondo Monetario Internacional sugirió que el gobierno peruano recortara la financiación de los servicios sociales para permitir un mayor gasto en las áreas que exigía el programa. Además, la Agencia de Estados Unidos para el Desarrollo Internacional (USAID) aportó 85 millones de dólares entre 1994 y 1998. Debido a que el apoyo financiero de los donantes extranjeros ejerció presión económica y política sobre Fujimori para que cumpliera las normas internacionales, el plan para disminuir el crecimiento demográfico se centró más en las cuotas que en los derechos individuales y las cuestiones de salud. En documentos facilitados por la Ley de Libertad de Información, los investigadores citaron a Elizabeth Liagin, quien informó de que, de 1993 a 1998, «los propios archivos internos de USAID revelan que en 1993 Estados Unidos básicamente se hizo cargo del sistema nacional de salud de Perú» durante el periodo de las esterilizaciones masivas, concluyendo Elizabeth que era «prácticamente inconcebible que los abusos en la esterilización pudieran haberse producido de la forma sistemática que se ha documentado sin el conocimiento de los administradores locales de USAID y sus homólogos en Washington».
En 1998, a raíz de las investigaciones del Population Research Institute (PRI) sobre la posible financiación de esterilizaciones coercitivas en Perú por parte de USAID, el congresista estadounidense Todd Tiahrt promulgó en octubre de ese año la «enmienda Tiahrt», que, además de otros aspectos, garantiza que no se utilicen fondos públicos en relación con esterilizaciones forzosas en países extranjeros.
Según las investigaciones de la subcomisión del Congreso de Perú, la Agencia de los Estados Unidos para el Desarrollo Internacional (USAID), el Fondo de Población de las Naciones Unidas (FPNU) y la Fundación Nippon apoyaron los esfuerzos de esterilización del gobierno de Fujimori. Sin embargo, una investigación del Congreso de los Estados Unidos dirigida por miembros que se oponían profundamente a la esterilización, no encontró pruebas de que USAID estuviera financiando esterilizaciones forzosas.
También la Fundación Nippon —en conjunto con el Ministerio de Salud— organizó un proyecto destinado a llevar acciones de esterilización a las comunidades nativas de la selva bajo el disfraz de Salud Integral, con el objetivo de reducir las tasas de fecundidad en esta población, que a pesar de ser altas, no habían impedido la extinción de más de 10 grupos nativos en la Amazonía entre 1900 y 1997; el hecho de que no pudieran alcanzar los objetivos que habían planeado (porque la población nativa no se lo permitió) no les exime de responsabilidad, dada la intencionalidad expresada en los documentos del programa.

## Reforma
El gobierno peruano inició el esfuerzo de Planes y Leyes Específicos de Población para 2003 en adelante, utilizando programas específicos para atender las necesidades de la población con necesidades especiales.